# 阿蒂勒里湖

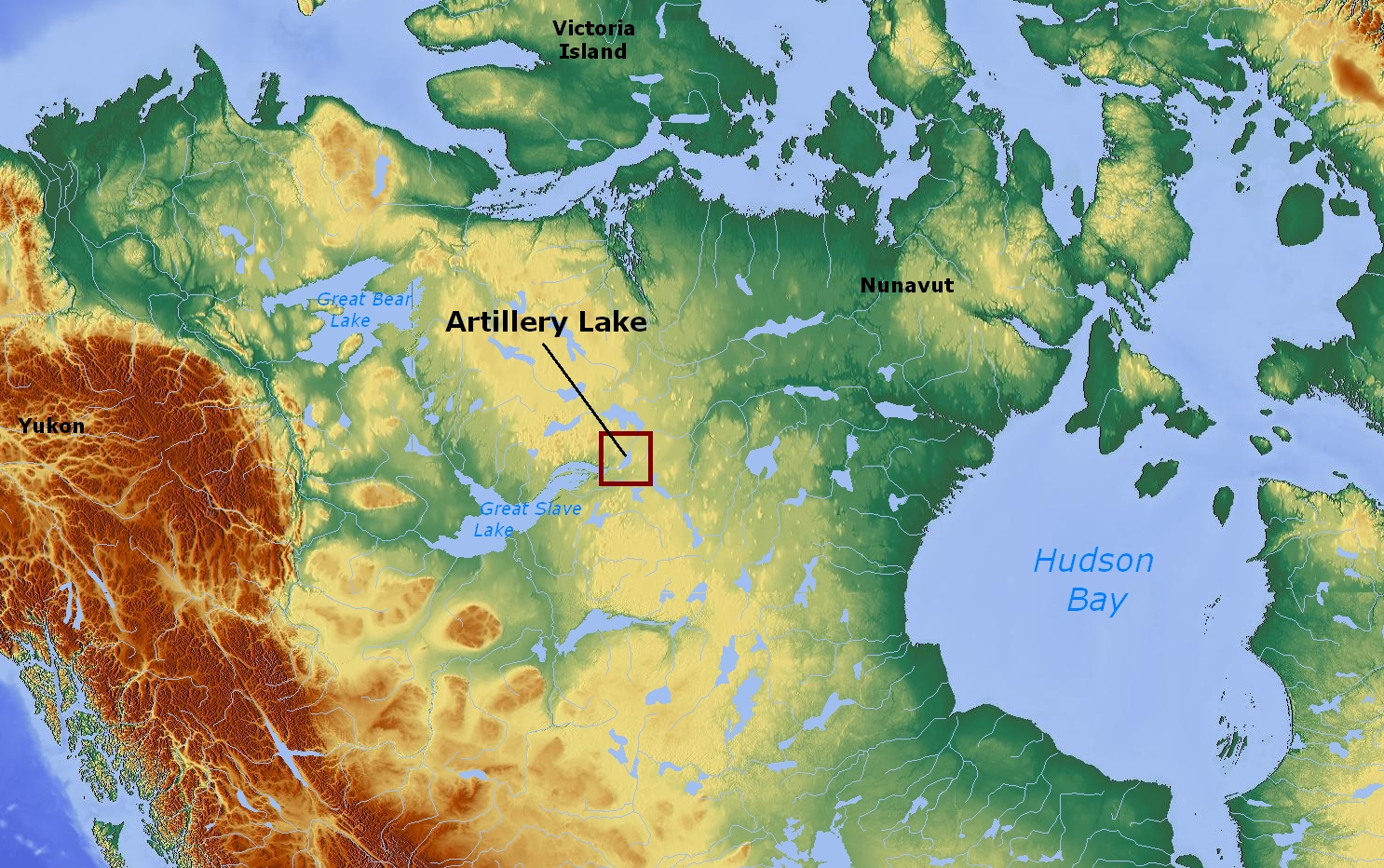

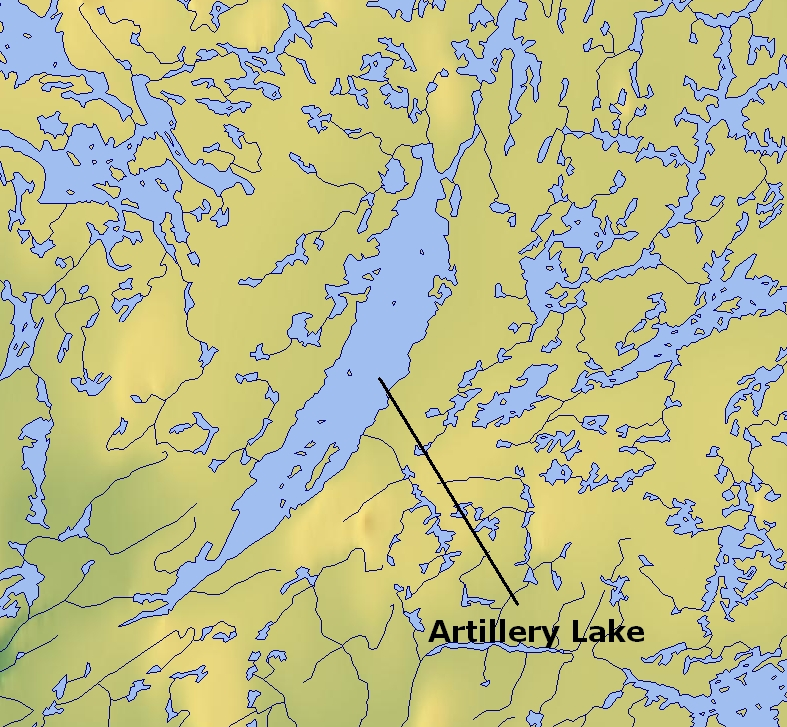

阿蒂勒里湖是加拿大的湖泊，由西北地區負責管轄，長75公里，面積536平方公里，是該地區第十六大湖泊，島嶼面積26平方公里，集水區面積26,600平方公里，海拔高度365米。